# Ludwig Kubanek
Ludwig Kubanek fue un escultor y estuquero badense. Nació en 1877 en Graz, Austria. Después de su estudio en la Academia de Bellas Artes de Múnich se estableció en Friburgo de Brisgovia, Alemania, donde murió en 1929.
|                                                  |
| Casa Kubanek construida en 1914 en el Stühlinger |

|                                                                      |
| Portadora de Agua sobre la fuente en la plaza del Mercado de Patatas |

|                                                       |
| Ejemplo del ciclo de figuras sobre el Puente de Buyes |

|                                        |
| Fuente de la Corza cerca de Günterstal |

## Enlaces
- Wikimedia Commons alberga una categoría multimedia sobre Ludwig Kubanek.